# 北区 (釜山広域市)

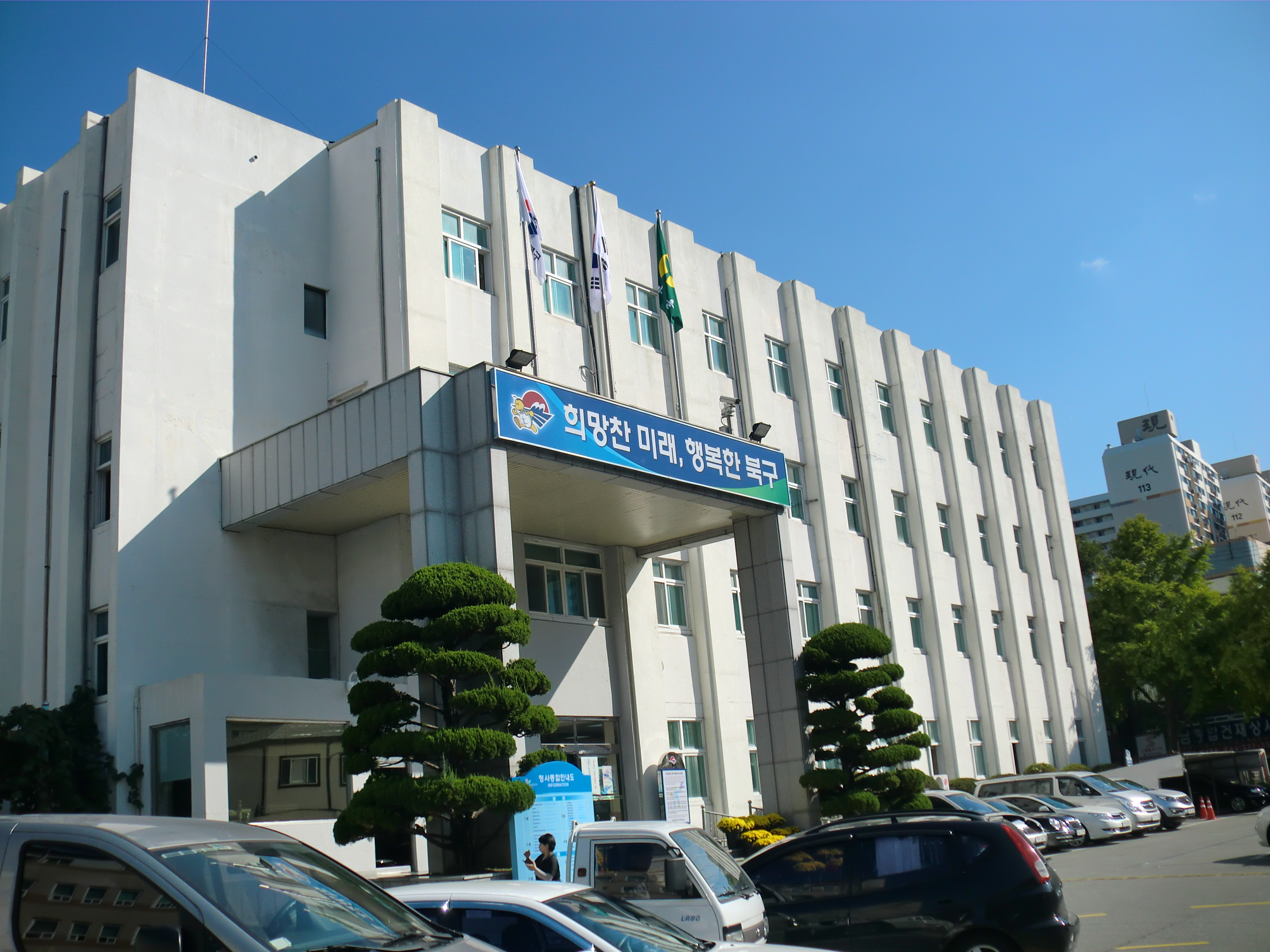
北区庁

北区（プッく）は、大韓民国釜山広域市の区。

## 歴史
- 1978年2月15日 - 釜山直轄市釜山鎮区のうち、亀浦洞・金谷洞・華明洞・徳川洞・万徳洞・徳浦洞・三楽洞・毛羅洞・掛法洞・甘田洞・周礼洞・鶴章洞・厳弓洞に、慶尚南道金海郡大渚邑および鳴旨面・駕洛面のそれぞれ一部を編入させ、釜山直轄市北区が発足。
- 1983年12月15日 - 大渚洞の乙淑島・日雄島が沙下区に編入。
- 1989年1月1日 - 大渚洞・鳴旨洞・江東洞を新設の江西区に移管。
- 1995年3月1日 - 徳浦洞・三楽洞・毛羅洞・掛法洞・甘田洞・周礼洞・鶴章洞・厳弓洞が沙上区として分離。

## 行政

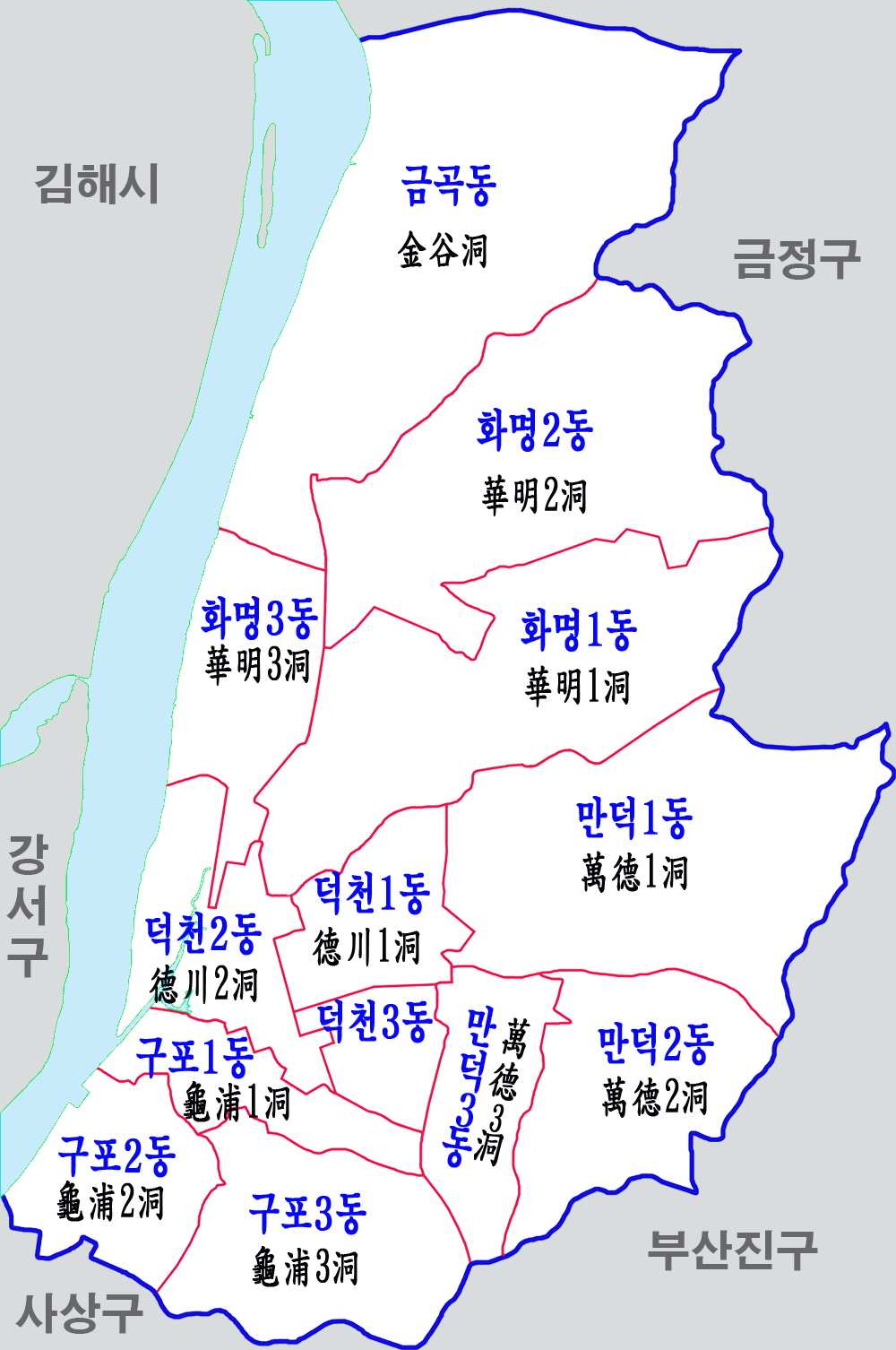
行政区域図

13の行政洞からなる。
| 行政洞    | 法定洞 |
| --------- | ------ |
| 亀浦第1洞 | 亀浦洞 |
| 亀浦第2洞 | 亀浦洞 |
| 亀浦第3洞 | 亀浦洞 |
| 金谷洞    | 金谷洞 |
| 華明第1洞 | 華明洞 |
| 華明第2洞 | 華明洞 |
| 華明第3洞 | 華明洞 |
| 徳川第1洞 | 徳川洞 |
| 徳川第2洞 | 徳川洞 |
| 徳川第3洞 | 徳川洞 |
| 万徳第1洞 | 万徳洞 |
| 万徳第2洞 | 万徳洞 |
| 万徳第3洞 | 万徳洞 |

### 警察
- 釜山北部警察署

### 消防
- 北部消防署
  - 亀浦119安全センター
  - 華明119安全センター
  - 毛羅119安全センター
  - 金谷119安全センター

## 教育機関
- 釜山科学技術大学校
- 韓国ポリテク7大学

## 交通
- 韓国鉄道公社
  - 京釜線：華明駅 - 亀浦駅
- 釜山交通公社
  - 2号線：亀南駅 - 亀明駅 - 徳川駅 - 水亭駅 - 華明駅 - 栗里駅 - 東院駅 - 金谷駅
  - 3号線：万徳駅 - 南山亭駅 - 淑嶝駅 - 徳川駅 - 亀浦駅